# Myrmecaelurus philbyi
Myrmecaelurus philbyi is een insect uit de familie van de mierenleeuwen (Myrmeleontidae), die tot de orde netvleugeligen (Neuroptera) behoort. 
Myrmecaelurus philbyi is voor het eerst wetenschappelijk beschreven door Kimmins in 1943.